# Danilo Bueno
Danilo Petrolli Bueno  (* 27. Dezember 1983 in São Paulo) ist ein ehemaliger brasilianischer Fußballspieler.

## Karriere
Danilo Bueno begann mit dem Profifußball bei Portuguesa. Anschließend verbrachte er recht erfolgreiche Zeiten bei EC Vitória und CA Bragantino. 2010 wechselte er in die tunesische Liga zu Étoile Sportive du Sahel.
Nach dem Ausbruch der Revolution in Tunesien 2010/2011 äußerte Bueno den Wunsch, Tunesien verlassen zu wollen. Wegen der unsicheren Situation war der Klub auch nicht abgeneigt, ihn zu geringeren Konditionen gehen zu lassen. So wechselte Bueno zur Saison 2011/12 zum Süper-Lig-Verein Mersin İdman Yurdu. Im Februar 2014 verließ er diesen Verein. Danach tingelte er durch unterklassige Klubs in seiner Heimat sowie Engagements in den VAE und Zypern.